# Тонкошкур, Фёдор Яковлевич
Фёдор Яковлевич Тонкошкур — пулемётчик пулемётной роты 210-го гвардейского стрелкового полка 71-й гвардейской стрелковой дивизии 6-й гвардейской армии 2-го Прибалтийского фронта, гвардии рядовой; заместитель командира пулемётного отделения 210-го гвардейского стрелкового полка 1-го Прибалтийского фронта, гвардии младший сержант; командир пулемётного отделения.

## Биография
Родился 15 февраля 1920 года в селе Боброве (ныне — Лебединского района Сумской области) в семье крестьянина. Украинец. Образование неполное среднее. Работал в колхозе.
В Красной Армии и в действующей армии с марта 1943 года. Участник боёв на Курской дуге, Сумщине. Отличился при освобождении городов Витебск, Полоцк, Даугавпилс, форсировании Западной Двины, в боях на Рижском направлении. Неоднократно был ранен.
Пулемётчик пулемётной роты 210-го гвардейского стрелкового полка гвардии рядовой Фёдор Тонкошкур 23 января 1944 года в бою северо-западнее города Новосокольники пулемётным огнём уничтожил свыше десяти вражеских солдат и офицеров. Прикрывал отход стрелковых подразделений. Приказом от 14 февраля 1944 года «за образцовое выполнение заданий командования в боях с немецко-фашистскими захватчиками» гвардии красноармеец Тонкошкур Фёдор Яковлевич награждён орденом Славы 3-й степени.
Заместитель командира пулемётного отделения того же полка гвардии младший сержант Фёдор Тонкошкур с расчётом в числе первых 24 июня 1944 года форсировал реку Западная Двина в районе деревни Мамойки Бешенковичского района Витебской области Белоруссии. 25 июня 1944 года, отражая контратаки врага, прицельным огнём подавил пулемёт. Был ранен, но остался в строю. Приказом от 11 сентября 1944 года «за образцовое выполнение заданий командования в боях с немецко-фашистскими захватчиками» гвардии младший сержант Тонкошкур Фёдор Яковлевич награждён орденом Славы 2-й степени.
Командир пулемётного отделения Фёдор Тонкошкур 17 сентября 1944 года в ходе отражения контратак противника в районе населённого пункта Солдату уничтожил свыше десяти солдат и офицеров. Указом Президиума Верховного Совета СССР от 24 марта 1945 года «за образцовое выполнение заданий командования в боях с немецко-фашистскими захватчиками» гвардии младший сержант Тонкошкур Фёдор Яковлевич награждён орденом Славы 1-й степени, став полным кавалером ордена Славы.
В 1945 году Ф. Я. Тонкошкур демобилизован из рядов Красной Армии. Вернулся в родное село, работал в колхозе. Затем жил в городе Лебедине. С 1950 года жил в селе Тарасенково Оржицкого района Полтавской области Украины. Работал в колхозе «Оржицкий». Скончался 21 мая 1978 года.
Награждён орденами Славы 1-й, 2-й и 3-й степеней, медалями.